# Nonyma acutipennis
Nonyma acutipennis är en skalbaggsart som beskrevs av Hermann Julius Kolbe 1894. Nonyma acutipennis ingår i släktet Nonyma och familjen långhorningar.
Artens utbredningsområde är Kenya. Inga underarter finns listade i Catalogue of Life.